# مورغاه كاكان (كاكان)
مورغاه کاکان (بالفارسية: مورگاه کاکان) هي قرية تقع في إيران في قسم کاکان الريفي. يقدر عدد سكانها بـ 37 نسمة بحسب إحصاء 2016.